# Công viên Tưởng niệm Thung lũng Đền thờ

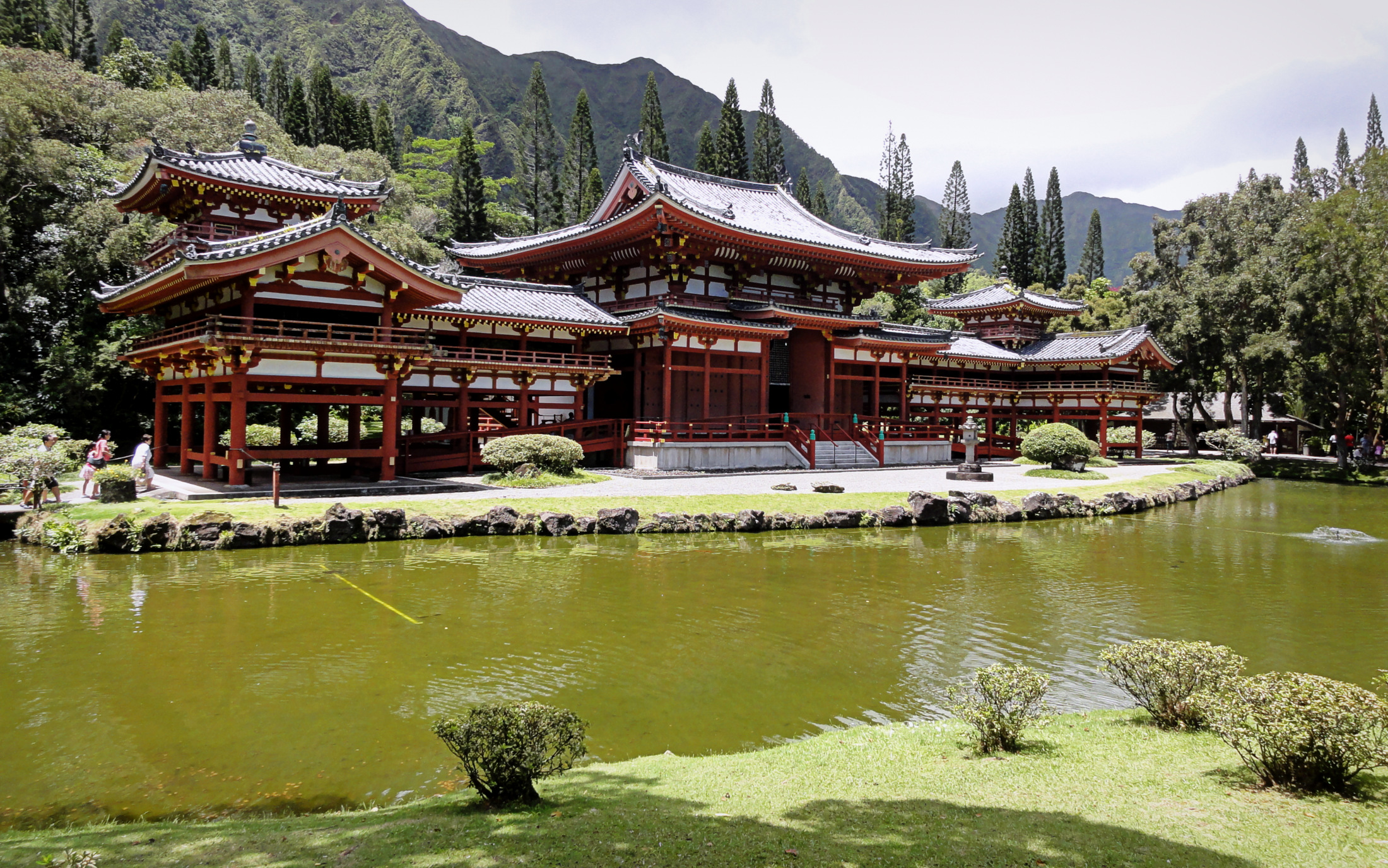
Đền Byodo-In.

Công viên tưởng niệm Thung lũng Đền thờ là một công viên tưởng niệm nằm ở hướng gió thổi (phía đông) của đảo Oʻahu ở Hawaii dưới chân dãy núi Koʻolau, gần thị trấn Kāneʻohe. Hàng ngàn tín đồ Phật giáo, Thần đạo, Tin lành và Công giáo Hawaiʻi được chôn cất trong công viên tưởng niệm này. Nó được thành lập bởi Paul Trousdale vào năm 1963.
Công viên có một bản sao năm 1968 của Hội trường Phật giáo thế kỷ thứ 11 của tổ hợp Phật giáo Byōdō-in ở Uji, Nhật Bản. Bên trong phần chính của ngôi đền là bức tượng Phật A-di-đà dài 9 foot (2,7 m) ngồi trên lá sen vàng.
Ngoài ra, trong khuôn viên còn có những bức tượng Công giáo lớn mô tả Cuộc Khổ Nạn của Chúa Kitô, Đức Trinh Nữ Maria, nhiều vị thánh Công giáo, hầm mộ và lăng mộ của một số người có ảnh hưởng nhất ở Hawaiʻi. Đáng chú ý nhất trong số những người được chôn cất tại lăng mộ của Thung lũng Đền thờ là Walter F. Dillingham, doanh nhân và chính khách Hawaii. Có một thời gian, cựu tổng thống Philippines Ferdinand E. Marcos đã được an táng tại một lăng mộ tư nhân nhìn ra đền Byodo-In.
Ngôi đền Byodo-In đã được nhìn thấy nhiều lần trong chương trình truyền hình nổi tiếng Lost là tài sản của Sun-Hwa Kwon trong phần 1, "House of the Rising Sun", và sau đó được sử dụng làm bối cảnh cho cuộc hôn nhân của Sun và Jin-Soo Kwon trong đêm chung kết mùa 5, "The Incident". Ngôi đền cũng xuất hiện trong phần hai, tập bảy của Magnum, P.I. mang tên "Tropical Madness" vào năm 1981. Ngôi đền cũng có mặt trong phần hai, tập chín của loạt phim Hawaii Five-O gốc, mang tên "Hồ sơ Singapore", phát sóng lần đầu tiên vào ngày 19 tháng 11 năm 1969.

## Hình ảnh

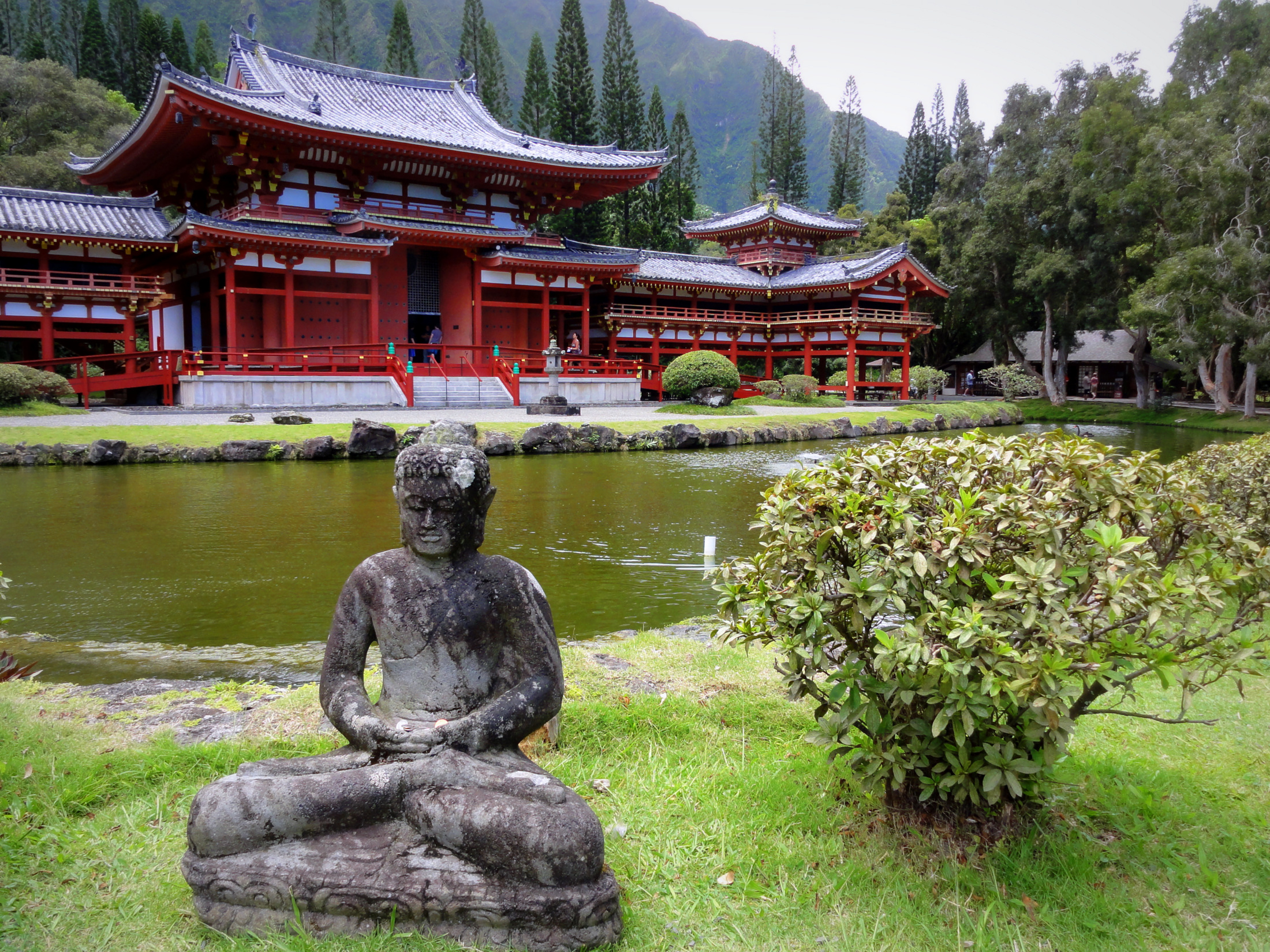
Tượng ngoài đền thờ
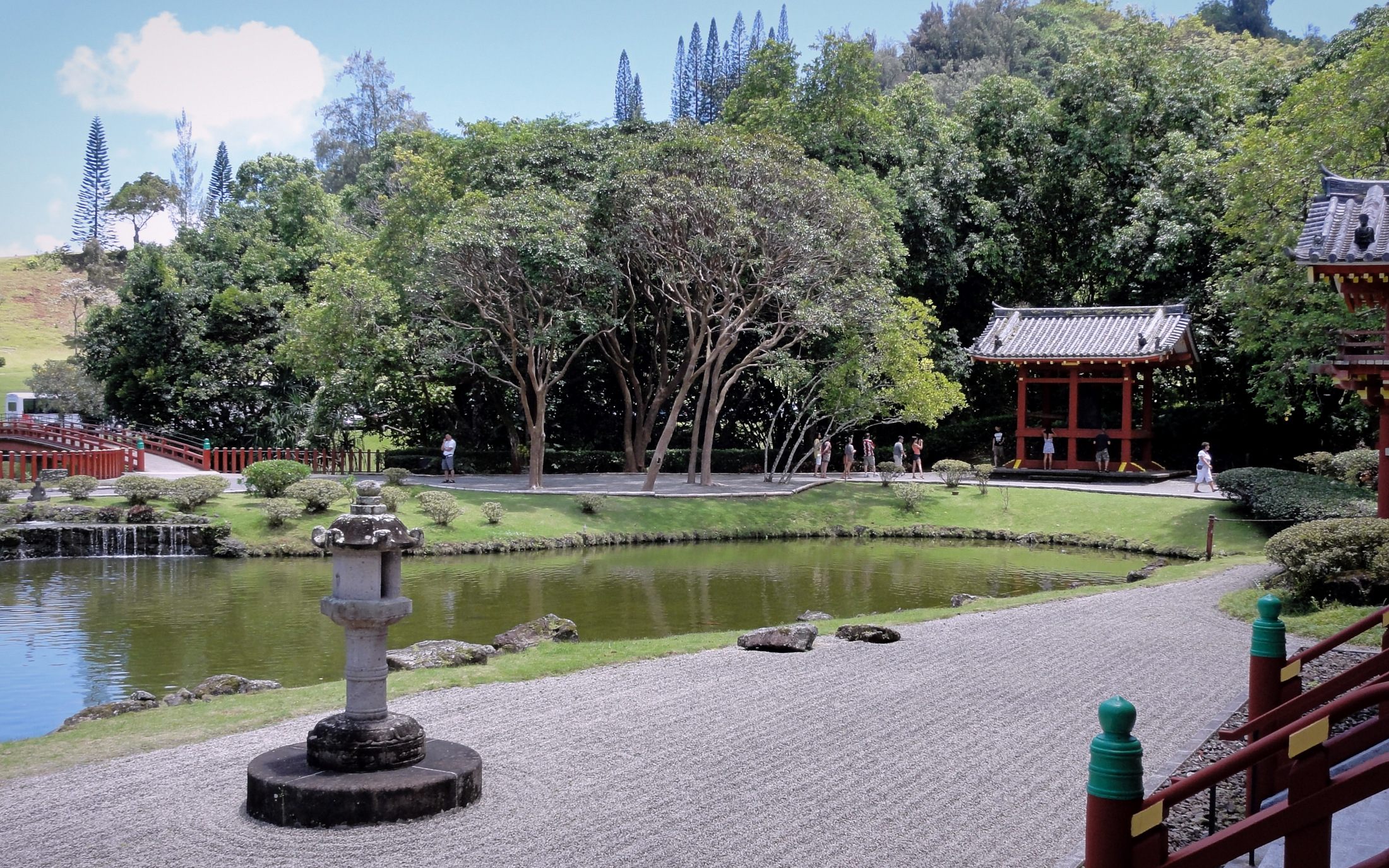
Quang cảnh vườn đền
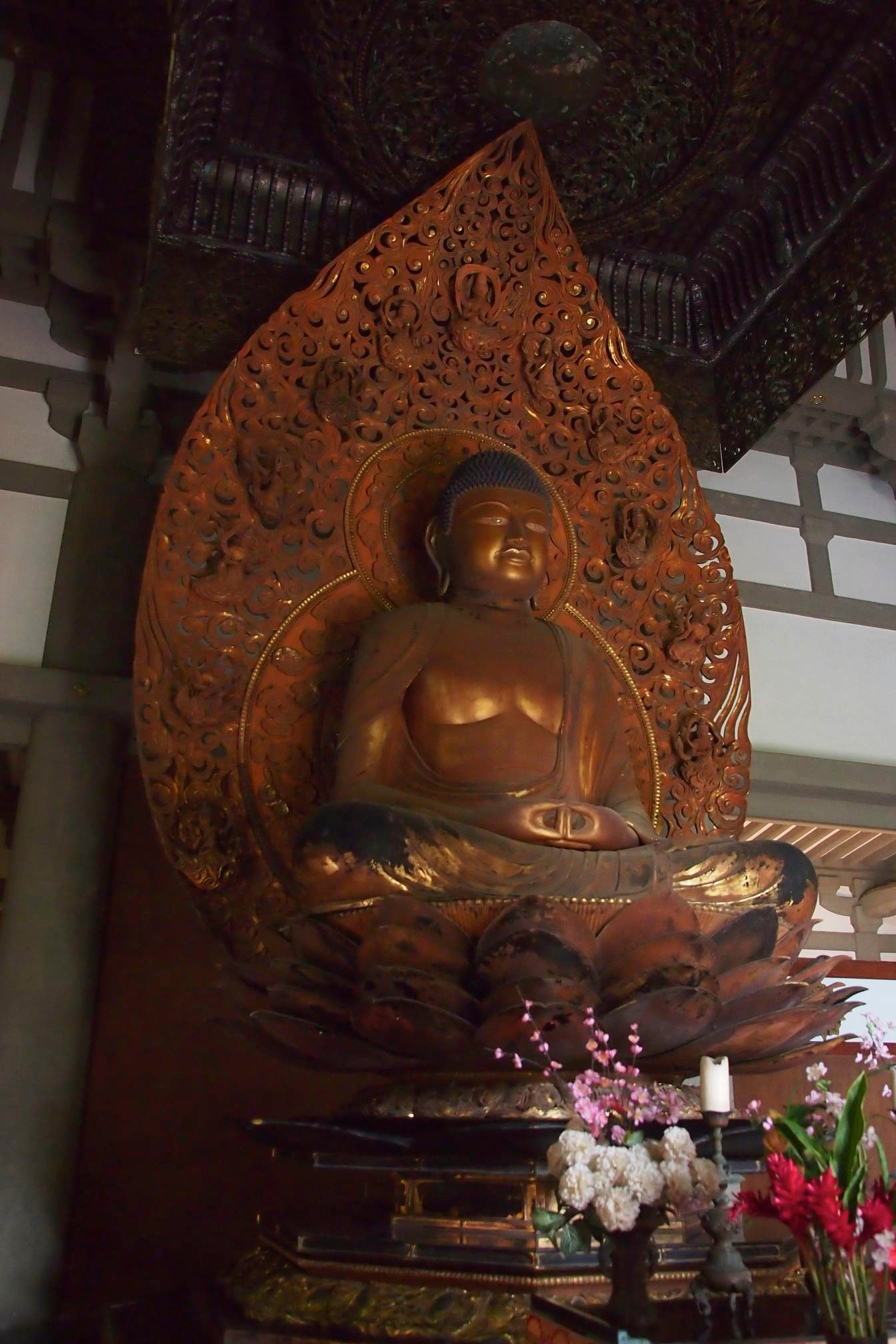
Đức Phật A-di-đà bên trong ngôi đền
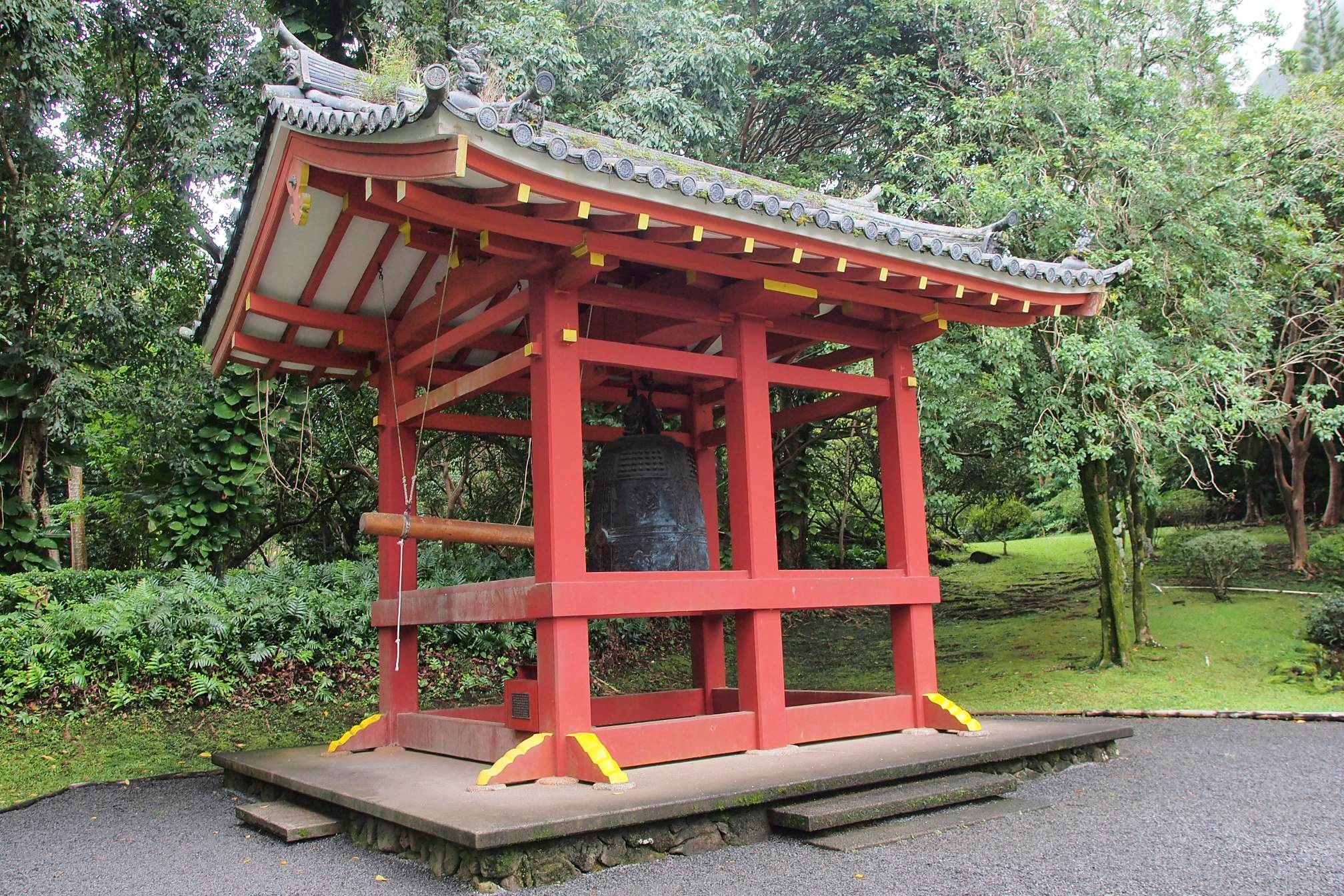
Chuông hòa bình bên ngoài đền thờ
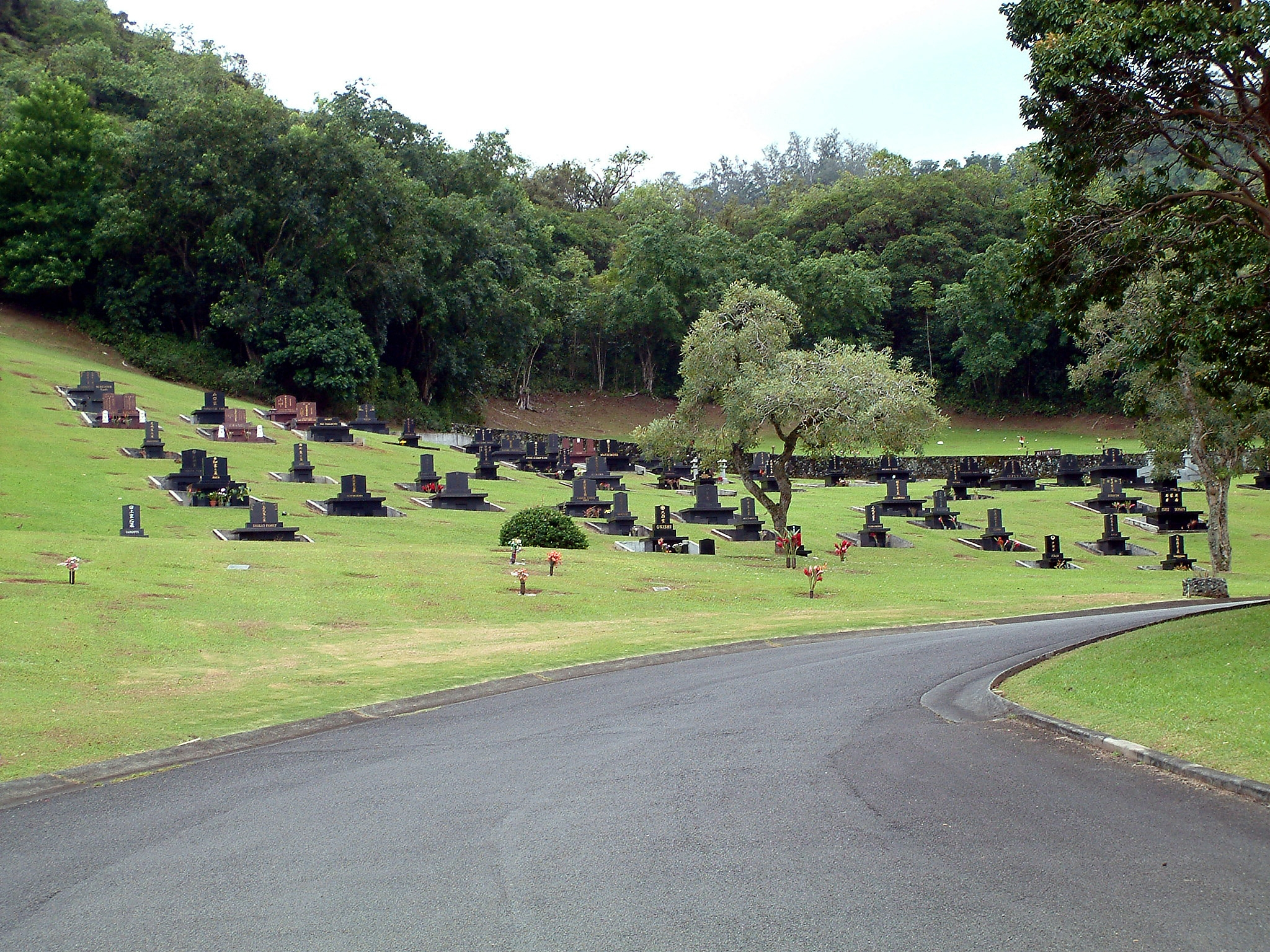
Lăng mộ ở Thung lũng Đền thờ